# Сен Мари
Сен Мари (фр. Sainte-Marie, Réunion) град је у Француској, у департману Реинион.
По подацима из 1999. године број становника у месту је био 26.582.

## Демографија
| 1999.  | 2011.  |
| ------ | ------ |
| 26.582 | 29.962 |